# 1964年夏季残疾人奥林匹克运动会比利时代表团
1964年夏季残疾人奥林匹克运动会比利时代表团是比利时派出的1964年夏季残疾人奥林匹克运动会代表团。获得1枚金牌和2枚铜牌。